# جاك فوستر (منافس ألعاب قوى)
جاك فوستر (بالإنجليزية: Jack Foster) هو منافس ألعاب قوى نيوزيلندي، ولد في 23 مايو 1932 في ليفربول في المملكة المتحدة، وتوفي في 5 يونيو 2004 في روتوروا في نيوزيلندا بسبب حادث مرور.

## وصلات خارجية
- جاك فوستر على موقع أوليمبيديا (الإنجليزية)